# Klint
 For alternative betydninger, se Klint (by).
En klint er en større, stejl klippevæg, sten- eller jordmasse. I Danmark består de fleste klinter af moræneler, enkelte steder af kalk eller moler, og på Bornholm af granit. Den høje profil skyldes materialet, som er sammenhængende nok til at danne en fast væg, til trods for at havet hele tiden eroderer den nederste del.

## Udbredelse og fordeling
Klinter dannes på kyster, hvor havet udfører en nedbrydende virksomhed ved bølgernes angreb på en høj kyst, idet bølgeslaget ved højvande og storm angriber den i vandlinjen liggende del af skrænten, underminerer den og derved bringer de oven for liggende bestanddele til at styrte ned. Sådanne forhold findes mange steder i Danmark blandt andet i Vendsyssel langs vesterhavskysten, på Djursland, ved Stevns på Sjælland og ved Møns østkyst.

## Hovedformer
Klinter findes i to hovedformer:
1. hvis en klint består af nogenlunde ensartet materiale (sand, ler, kridt), vil den have et mere eller mindre lodret eller svagt skrånende fald ned mod havoverfladen efter materialets sammenhængskraft.
2. hvis en klint derimod for neden består af blødere materiale (kridt) og overlejres af hårdere bestanddele (bryozokalk), vil den blive undermineret, idet den øverste fastere del har sammenhængskraft nok til at hænge betydeligt ud over underlaget, inden den styrter ned. Dette kendes blandt andet fra Stevns klint.

## Klinter i Danmark
Kendte klinter i Danmark er Møns og Stevns kalkklinter samt Hanklit molersklint. Et eksempel på en moræneklint er Gjerrild Klint.

## Klinter i Sverige
I Sverige anvendes ordet klint i to betydninger:
1. et bjerg med stejle skrænter inde i landet[1]. I denne betydning forekommer det i Götaland og Svealand, eksempelvis Romeleklint i Skåne og Garphytte klint i Närke.
2. en frit liggende bjergvæg eller abrasionsbrant'[2]. I denne betydning forekommer det langs Gotlands og Ølands kyster. Med klint menes da almindeligvis den flade overflade oven for skrænten, mens skrænten selv kaldes klintkant. To eksempler er Högklint på Gotland og Köpings klint på Øland.

En inlandsklint er en klint, som findes inde i landet, eksempelvis derved at en landhævning har flyttet kysten. En velkendt indlandsklint er Torsburgen på Gotland.